# عبد السلام أشهبار
عبد السلام أشهبار (1969 - 1992)، هو فنان مغني وشاعر من الريف شمال المغرب. وهو مؤلف الأغنية الشهيرة «إيناسن إميدن». رغم حياته القصيرة التي عاشها إلا انه صار أحد أعمدة الأغنية الريفية الملتزمة. ظل يكدح ويكابد بكل ما أوتي من عزم..عانق العمل النقابي منذ البدء.بموازاة ذلك. .حمل عوده /قيثارته وغنى للمحرومين والمهمشين...حاز بذلك على مكانته بين مبدعي الأغنية الأمازيغية في الريف.

## وفاته
عبد السلام الشهبار مفقود منذ عام 1992. ويعتقد انه مات غرقا اثناء عبور البحر الأبيض المتوسط في اتجاه إسبانيا هربا من الدكتاتورية.
في طريقه إلى اسبانيا انطلاقا من ساحل تطوان وذلك خلال الليلة المشؤومة (4 ماي 1992).. كان الفقيد على متن قارب موت بمعية أربعة وعشرين شابا قضى جلهم، ولم ينجُ منهم سوى أربعة فقط.

## من أبرز أعماله
- «إيناسن إميدن - inasan imidan»
- «نشنين نخس أذ نيري nechinin nkhas aniri»
- "Fouad Iwaddar"

## وصلات خارجية
- (فيديو): ربورطاج عن الشاعر عبد السلام أشهبار من تلفزيون الريف

## المواجع
1. ↑  Abdeslam Achahbar, poète rifain disparu à la fleur de l'âge dans les les eaux de la Méditerranée، نسخة محفوظة 26 يناير 2020 على موقع واي باك مشين.
2. ↑  الشهيد عبد السلام أشهبار الحق في الوجود والأمل الوضاء نسخة محفوظة 26 يناير 2020 على موقع واي باك مشين.